# Kakralaid
Kakralaid est une très petite île d'Estonie inhabitée, en mer Baltique, à l'ouest du pays.

## Géographie
L'île est située entre celles de Hiiumaa à 3,8 km au sud et de Vormsi à 9 km à l'est. Elle appartient à la commune de Pühalepa. Elle fait 0,13 hectare de superficie et son point culminant est situé à 2 m au-dessus du niveau de la mer.

### Climat
Le climat intérieur règne dans la région. La température moyenne annuelle dans la région est de 5 °C. Le mois le plus chaud est août, avec une température moyenne de 16 °C, et le plus froid, janvier, avec −6 °C.